# Septimània visigòtica
La Septimània visigòtica és el període que la Septimània fou regida per reis visigots, des del 507 fins al 720.
El rei Gesaleic (507-510) mantingué la Septimània amb l'ajut del rei ostrogot Teodoric, qui finalment el destronà pel seu nebot Amalaric (510-531), qui hagué de cedir Narbona als francs.
No cal destacar res dels regnats de Teudis, Teudisel, Àquila I i Atanagild del 531 al 567. Liuva I (567-573), duc de la Narbonensis, associà al tron el seu germà Leovigild i ell es reservà la Septimània. En morir passà al seu nebot Recared (573-601), qui governaria la zona en nom del seu pare fins que el 586 fou coronat rei de tota Hispània. El 585 es convertí al catolicisme i recuperà Carcassona, però el 588 hagué de sufocar una revolta a la Septimània.
No aportaren res al país els seus successors del 601 al 621, Liuva II, Viteric, Gundemar, Sisebut i Recared II. El rei Sisenand (621-636) havia estat duc de la Septimània durant el regnat de Suintila, i un altre rei, Tulga, fou comte de Rasès.
El rei Vamba (672-680) va expulsar els jueus de la Septimània després de sufocar la revolta del comte Paulus, qui es va proclamar rei de la Septimània i de la Tarraconensis (el primer i únic que va proclamar la sobirania sobre els actuals territoris català i occità).
Després dels regnats d'Ervigi, Ègica i Vítiza (680-710), en els quals s'inicia la decadència del regne visigot, Àquila II (710-713), fill de Witiza, dominà la Narbonensis i la Tarraconensis i s'enfrontà a Roderic, escollit rei a Còrdova i que havia deposat el seu pare. El 711 pactà amb el cabdill amazic Tàriq ibn Ziyad, però tot i així Mussa ibn Nussayr li va prendre les possessions el 712. Aleshores adoptà el nom de Ròmul, abandonà la Septimània i governaria fins al 719 el valiat d'al-Hurr com a cap de la comunitat cristiana.
El 713 els nobles septimans coronarien com a rei dels visigots Ardó (713-720), però aquest cedí a poc a poc Aragó, València (718) i el Rosselló (720). Morí defensant Narbona dels àrabs, i a la seva mort els musulmans ocuparien també la Septimània.

## Ocupació sarraïna de la Septimània
La Crònica de Moissac i la d'Aniana situen la conquesta d'Arbuna (Narbona) a finals del 719 sota As-Samh ibn Màlik al-Khawlaní; els defensors foren executats i els que foren capturats van ser portats captius a l'Àndalus. Una guarnició àrab d'elit es va establir a la ciutat a les ordes de Ibn Ammar.